# Lökbatan
Lökbatan (ryska: Локбатан) är en ort i Azerbajdzjan.   Den ligger i distriktet Baku, i den östra delen av landet, 15 km väster om huvudstaden Baku. Lökbatan ligger 4 meter över havet och antalet invånare är 30 694.
Terrängen runt Lökbatan är kuperad åt nordost, men åt sydväst är den platt. Terrängen runt Lökbatan sluttar söderut. Trakten är tätbefolkad. Närmaste större samhälle är Baku, 14,6 km öster om Lökbatan. 